# Barri de la Ferreria
El Barri de la Ferreria és una obra d'Alòs de Balaguer (Noguera) inclosa a l'Inventari del Patrimoni Arquitectònic de Catalunya.

## Descripció
El carrer Ferreria té tres trams amb pòrtics i amb arcs rebaixats. Aquest carrer conserva per complet l'estructuració de l'antic camí de ronda. En aquest carrer hi ha un conjunt de cases fetes cases fetes al voltant el segle XVIII-XIX, algunes tenen escuts i dates. Els materials utilitzats per la realització de les cases d'aquest carrer són: pedra, fusta i ferro; algunes durant els darrers anys han estat arrebossades, i, a l'hora de realitzar alguna reforma, s'ha introduït el maó.

## Història
Aquest carrer, situat a la part baixa del poble, és un dels més antics del poble, té un origen medieval. Les cases que s'aixequen aquest lloc són del segle XVIII-XIX; algunes estan deshabitades mentre altres han sofert reformes.